# Bellevalia leucantha
Bellevalia leucantha är en sparrisväxtart som beskrevs av Karin Persson. Bellevalia leucantha ingår i släktet Bellevalia och familjen sparrisväxter.
Artens utbredningsområde är Turkiet. Inga underarter finns listade i Catalogue of Life.